# Poule de Dampierre
 (octobre 2022).
Si vous disposez d'ouvrages ou d'articles de référence ou si vous connaissez des sites web de qualité traitant du thème abordé ici, merci de compléter l'article en donnant les références utiles à sa vérifiabilité et en les liant à la section « Notes et références ».
La poule de Dampierre est une race de poule domestique française, non homologuée.
C'est une volaille de type fermier, disparue puis reconstituée. Proche de la poule de Gournay et de la poule de Pavilly, qui servirent à sa reconstitution, elle fait partie des volailles de Normandie.

## Origine
Cette race est originaire de Dampierre-en-Bray et ses environs, en Normandie.

## Description
- Masse idéale : coq : min. 3 kg ; poule :  min. 2,5 kg
- Crête : simple
- Oreillons : blancs
- Couleur des yeux : rouge-orangé
- Couleur de la peau : blanche
- Couleur des tarses : gris ardoise
- Variétés de plumage : uniquement noir caillouté blanc
- Œufs à couver : min. 70g, coquille blanche
- Diamètre des bagues : Coq : 20mm ; Poule : 18mm

## Club officiel
Club pour la sauvegarde des races avicoles normandes.
Éditant une revue trois fois par an : Basse-cour normande  (ISSN 1631-719X) Siège Social et adresse administrative : Mairie de Gournay-en-Bray (76220). Adresse Postale : CSRAN - 156, Route du Four à Pain - 76750 Bosc-Roger sur Buchy
site http://attribut.dp.free.fr/index.php
- Conservatoire des races normandes et du Maine

## Sources
- La Revue avicole
- Revue du Conservatoire des races normandes et du Maine